# Coenonympha corinna

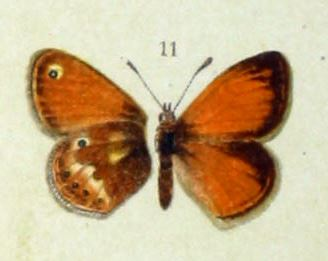
Coenonympha corinna aus Arnold Spuler: Die Schmetterlinge Europas, 1910

Coenonympha corinna, auch Korsischer Heufalter, ist ein Schmetterling (Tagfalter) aus der Familie der Edelfalter (Nymphalidae), der auf Korsika, Sardinien und in den Küstengebieten der Toskana vorkommt. Das Artepitheton leitet sich von Korinna, einer griechischen Dichterin aus Tanagra, ab.

## Beschreibung
Coenonympha corinna ist die kleinste Coenonympha. Die Falter sind oben leuchtend gelbrot mit breitem schwarzem Apex auf allen Flügeln. Auf dem Vorderflügel zieht sich das Schwarz in einen submarginalen Streifen bis zum Innenwinkel. Unterseits sind die Hinterflügel einfarbig gelbrot mit kleinem Apikalauge und einer hellen, gezackten Postdiskalbinde. Die Hinterflügel zeigen einen dunkleren Wurzelteil und im lichteren Saumteil kleine Augenflecke (Ocellen) von sehr verschiedener Ausbildung.
Die Unterart elbana Staudinger , 1901 hat oben ein ungekerntes Apikalauge und unten größere Ocellen auf den Hinterflügeln.
Die grüne Raupe hat einen dunkleren, hell eingefassten Rückenstreifen und bleiche, gelbliche Linien, die nach oben dunkler sind, als Begrenzung.
Die kurze, schmale Puppe ist graurötlich mit helleren, weißlichen Stellen.

### Ähnliche Arten
- Coenonympha dorus

## Verbreitung
- C. corinna corinna kommt auf Korsika und Sardinien von Meereshöhe bis auf 2000 Meter, aber meist unter 1200 Meter Höhe vor. Die Form trettaui kommt auf der Insel Capraia vor und ist die Übergangsform zu C. corinna elbana.
- C. corinna elbana Staudinger, 1901, auch als Elba-Heufalter bezeichnet, kommt auf Elba, Giglio, Giannutri und in den Küstengebieten der Toskana von Meereshöhe bis auf 800 Meter Höhe vor. Sie wird von manchen Autoren als eigene Art betrachtet.[3][4]

## Lebensraum
Coenonympha corinna lebt an trockenen und grasigen Stellen mit Gebüsch, an lichten Waldrändern und an Feldrainen.

## Lebensweise
Die Raupen von Coenonympha corinna ernähren sich von den Süßgräsern Carex distachya und Triticum caespitosum. Sie leben im April, Mai und Juli, August.

### Flugzeit
Coenonympha corinna corinna fliegt in mehreren Generationen von Mitte Mai bis in den August, C. corinna elbana fliegt in mehreren Generationen von Anfang Mai bis September.